# 475 Оклло
475 Оклло (475 Ocllo) — астероїд, що перетинає орбіту Марса, відкритий 14 серпня 1901 року у Гарвардській обсерваторії.